# Scars (single de Tove Lo)
«Scars» es una canción de la cantante y compositora sueca Tove Lo, lanzado como el primer sencillo de la banda sonora de la película La serie Divergente: Leal, última entrega cinematográfica de la trilogía Divergente, escrita por Veronica Roth. La canción fue coescrita con los compositores Jakob Jerlström y Ludvig Söderberg.
La canción no llegó a entrar en listas ni fue promocionada, pese a ser sencillo, con un videoclip. No obstante, la canción, sólo con pista musical, fue subida al canal de YouTube de Tove Lo. Fue lanzada en las plataformas de iTunes en varios países de Europa, Australia, Estados Unidos y Canadá, de manera conjunta el 19 de febrero de 2016.